# قره مزرعة
قره مزرعة  قرية سوريّة تتبع إداريّاً لمحافظة حلب منطقة أعزاز ناحية أخترين، بلغ تعداد سكانها 318 نسمة حسب التعداد السكاني لعام 2004.